# Потякши
Потякши (мокш. Потякш) — село Краснослободского района Республики Мордовия России. Входит в состав Красноподгорного сельского поселения.

## География
Расположен в западной части республики, у административной границы с Ельниковским районом на речке Бабошляй.
В селе одна улица, носящая название Западная.
Расстояние до районного центра — города Краснослободск составляет 10 км, до республиканского центра (Саранск) — 99 км.

## История
В «Списке населенных мест Пензенской губернии» (1869) Потякша — деревня казённая из 61 двора Краснослободского уезда. В 1743 году потякшинцы восприняли православную веру и определены в приход старорусского села Никольского, Аракчеево тож (5, 51). Название — антропоним: оно связано с мордовским дохристианским именем Потякш. Это имя является основой распространенных фамилий Потякшиных (Потяшкиных).

## Население
| 2002 | 2010 |
| ---- | ---- |
| 71   | ↘39  |